# Kon-Tiki (film 2012)
Kon-Tiki è un film del 2012 diretto da Joachim Rønning e Espen Sandberg, sulla spedizione del Kon-Tiki del 1947, basato sul libro scritto da Thor Heyerdahl.
Il film fu candidato agli Oscar 2013 come miglior film straniero, senza vincere.

## Distribuzione
Non è mai stato distribuito nelle sale cinematografiche italiane, né è stato pubblicato in DVD. È stato invece trasmesso in prima tv assoluta l'11 luglio 2019 su Paramount Network, in prima serata.

## Riconoscimenti
- Candidatura per il Premio Oscar al miglior film in lingua straniera - 2013